# Siemens Open 2004
Il Siemens Open 2004 è stato un torneo di tennis facente parte della categoria ATP Challenger Series nell'ambito dell'ATP Challenger Series 2004. Il torneo si è giocato a Scheveningen in Paesi Bassi dal 5 all'11 luglio 2004 su campi in terra rossa.

## Vincitori

### Singolare
Peter Wessels ha battuto in finale  Raemon Sluiter con il punteggio di 7–5, 7–6(7)

### Doppio
Paul Logtens /  Raemon Sluiter hanno battuto in finale  Enzo Artoni /  Juan Pablo Brzezicki con il punteggio di 6–2, 7–5